# شاندلير هاربر
شاندلير هاربر (بالإنجليزية: Chandler Harper)‏ هو لاعب غولف أمريكي، ولد في 10 مارس 1914 في بورتسموث في الولايات المتحدة، وتوفي في 8 نوفمبر 2004.

## وصلات خارجية
- شاندلير هاربر على موقع إن إن دي بي (الإنجليزية)